# Guibert de Gembloux
Pour les articles homonymes, voir Guibert et Gembloux (homonymie).
Saint Guibert, né vers 892 et mort le 23 mai 962 à l'abbaye de Gorze, est un ermite et moine, fondateur de l'abbaye Saint-Pierre de Gembloux (Namur, Belgique). Canonisé en 1211, il est fêté le 23 mai.

## Biographie
Aristocrate de Lotharingie ayant participé à plusieurs campagnes militaires, Guibert se retira comme ermite dans le domaine familial de Gembloux (anciennement Gemblours), hérité de son père. Avec le soutien de l’empereur Othon Ier de Germanie, il y fonda en 936 un monastère fortifié et quasi indépendant (frappant sa propre monnaie).
Après un séjour au monastère bénédictin de Gorze en Lorraine, il en rapporta la règle de saint Benoît pour son monastère de Gembloux et y établit un moine de Gorze, Herluin, comme premier abbé. Les moines furent actifs dans le travail missionnaire parmi les Hongrois et Slaves qui restèrent au Brabant après l’invasion de 954. Quant à Guibert, il se retira à Gorze mais, bien qu'aspirant à la solitude de la vie monastique, il dut souvent revenir à Gembloux pour y défendre les intérêts et les droits de sa fondation (entre autres contre le comte de Namur). Il meurt à l'abbaye de Gorze le 23 mai 962.
À la mort de Guibert, les moines de Gembloux étaient venus chercher le corps de leur fondateur à l’abbaye de Gorze où il était décédé. Après avoir enterré sur place les entrailles, ils avaient traité le corps avec du sel et des aromates pour empêcher la décomposition lors de son transport à l’abbaye de Gembloux .

## Vénération
En 1099 une grande cérémonie est tenue pour élever Guibert, fondateur de l’abbaye de Gembloux, mort 137 ans plus tôt, au rang de saint fondateur de l’abbaye. Avec l’autorisation de l’archevêque de Cologne, ses restes sont exhumés puis portés dans un champ voisin pour être montrés à la vénération du peuple. Les reliques sont ensuite déposées dans une châsse, aujourd'hui offerte à la vénération publique dans l’église Saint-Guibert de Gembloux.
Saint Guibert fut canonisé en 1211.

## Souvenir du saint
- La faculté d’agronomie de Gembloux occupe maintenant les bâtiments de l’abbaye bénédictine de Saint-Pierre fondée par Guibert, plusieurs fois reconstruite. Les bâtiments actuels datent du XVIIIe siècle.
- Au centre de la ville de Gembloux se trouve la place Saint-Guibert qui prit son nom de l'antique pompe à eau publique surmontée d’une statue de Sigebert, un des moines les plus célèbres de l'ancienne abbaye.
- Le Collège Saint-Guibert est le principal établissement d'enseignement fondamental et secondaire du réseau libre à Gembloux.
- Au nord de la ville de Gembloux, mais dans la province du Brabant wallon, se trouve le village de Mont-Saint-Guibert.